# Herman Lidström
Herman Lidström, född 27 juli 1852 i Karesuando socken, Norrbottens län, död 28 januari 1905 i Haparanda, var en svensk kronolänsman.
Lidström avlade länsmansexamen 1871 och blev kronolänsman i Pajala distrikt i Norrbottens län 1876 och i Nedertorneå och Karl Gustavs distrikt i samma län 1884. Han var municipalstyrelsens ordförande i Haparanda stad från 1899. Han var ordförande i Haparanda sparbank från 1890, ledamot i styrelsen för Norrbottens enskilda banks avdelningskontor i Haparanda 1894 och i styrelsen för Hernösands enskilda banks avdelningskontor där från 1903.